# 桑德拉赫河
48°43′31″N 11°29′56.5″E / 48.72528°N 11.499028°E

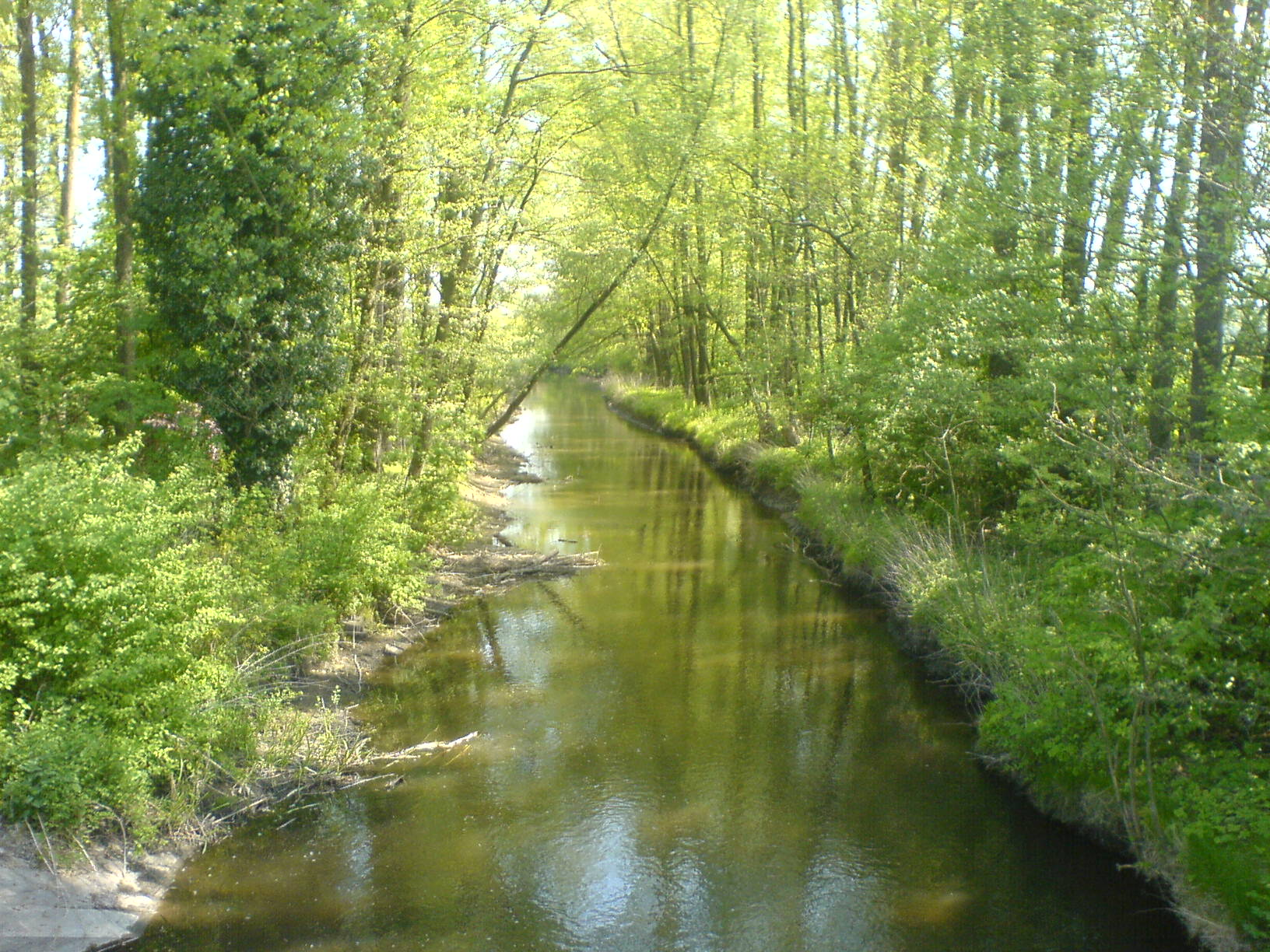
桑德拉赫河

桑德拉赫河（德語：Sandrach），是德國的河流，位於該國東南部，由巴伐利亞負責管轄，屬於帕爾河的左支流，河道全長48.5公里，河口處在曼興以北。